# Herman Spijkerman
Herman Spijkerman (Zwolle) is een voormalig Nederlands voetbaltrainer. Als trainer heeft hij in twee periodes bij PEC onder contract gestaan. Van 1958 tot 1959 en 1961 tot 1963.